# Висландер, Магнус
Ханс Эйнар Магнус Висландер (швед. Hans Einar Magnus Wislander, род. 22 февраля 1964 года, Гётеборг, Швеция) — шведский гандболист, двукратный чемпион мира, 4-кратный чемпион Европы, трёхкратный вице-чемпион Олимпийских игр. В 2000 году в результате опроса, проведённого Международной федерацией гандбола, был признан лучшим гандболистом планеты в XX веке (второе место в опросе занял Талант Дуйшебаев, а третье — Андрей Лавров). Завершил игровую карьеру в 2005 году.
Спортивное прозвище — «Шланг» (англ. Hose), которое он получил за умение буквально «просачиваться» через защиту соперника.

## Сборная Швеции
Всего за сборную Швеции в 1985—2004 годах Висландер провёл 384 матча, в которых забросил 1185 мячей (более 3 мячей в среднем за игру). Висландер является рекордсменом сборной по количеству сыгранных матчей и заброшенных мячей. Признан лучшим гандболистом Швеции XX века.
На 4 Олимпиадах (1988, 1992, 1996 и 2000) Висландер провёл 28 матчей, в которых сборная Швеции одержала 23 победы и лишь 5 раз проиграла, однако ни разу не сумела выиграть олимпийское золото. В 28 олимпийских матчах Висландер лишь дважды уходил с поля без заброшенных мячей, а лучшим его результатом стали 9 мячей в ворота Испании в полуфинале Олимпиады-2000 в Сиднее (победа Швеции 32:25).

## Выступления за клубы
На клубном уровне Магнус Висландер выступал за «Редбергслидс» из родного Гётеборга с 1979 года по 1990 год и с 2002 года по 2005 год, а также за немецкий «Киль» (1990—2002 гг.). В составе «Киля» Висландер дважды выигрывал Кубок ЕГФ (в 1998 году и 2002 году), а в 2000 году играл в финале Лиги чемпионов ЕГФ, где немецкий клуб уступил испанской «Барселоне».
В составе «Редбергслидса» Висландер 5 раз становился чемпионом Швеции (1985, 1986, 1987, 1989, 2003), а в составе «Киля» 6 раз выигрывал чемпионат Германии (1994—1996, 1998—2000).
В 1990 году Висландер был признан лучшим гандболистом года в мире.

## Титулы

### Командные

#### Сборная Швеции
- Чемпион мира: 1990, 1999
- Чемпион Европы: 1994, 1998, 2000, 2002
- Серебряный призёр летних Олимпийских игр: 1992, 1996, 2000

#### Клубы
- Победитель чемпионата Германии: 1994, 1995, 1996, 1998, 1999, 2000, 2002
- Обладатель кубка Германии: 1998, 1999, 2000
- Обладатель кубка ЕГФ: 1998, 2002
- Победитель чемпионата Швеции: 1985, 1986, 1987, 1989, 2003

### Индивидуальные
- Игрок года ИГФ: 1990
- Лучший иностранный игрок в бундеслиге: 1994, 1995, 1996
- Спортсмен года в Киле: 1994, 1995, 1996, 1997, 1998, 1999
- Самый ценный игрок чемпионата Европы (MVP): 2002
- Лучший линейный чемпионата Европы: 2002

## Статистика
Статистика Висландера в немецкой Бундеслиге
| Сезон     | Клуб  | Лига       | Матчи | Голы | 7-метр | Голы |
| --------- | ----- | ---------- | ----- | ---- | ------ | ---- |
| 1990-91   | Киль  | Бундеслига | 26    | 100  | 11     | 89   |
| 1991-92   | Киль  | Бундеслига | 25    | 85   | 2      | 83   |
| 1992-93   | Киль  | Бундеслига | 27    | 79   | 0      | 79   |
| 1993-94   | Киль  | Бундеслига | 34    | 117  | 0      | 117  |
| 1994-95   | Киль  | Бундеслига | 30    | 124  | 0      | 124  |
| 1995-96   | Киль  | Бундеслига | 24    | 95   | 1      | 94   |
| 1996-97   | Киль  | Бундеслига | 29    | 103  | 0      | 103  |
| 1997-98   | Киль  | Бундеслига | 28    | 117  | 0      | 117  |
| 1998-99   | Киль  | Бундеслига | 30    | 122  | 0      | 122  |
| 1999—2000 | Киль  | Бундеслига | 34    | 150  | 0      | 150  |
| 2000-01   | Киль  | Бундеслига | 37    | 130  | 0      | 130  |
| 2001-02   | Киль  | Бундеслига | 33    | 110  | 0      | 110  |
| 1990—2002 | Итого | Бундеслига | 357   | 1332 | 14     | 1318 |